# ＃3
『#3』は、2004年にリリースされたシェイクスピアズ・シスターの3枚目のスタジオ・アルバムである。

## 概要
- マーセラ・デトロイト脱退後、シヴォーン・ファーイのソロ・プロジェクトに戻ってからの第一弾。
- 本作は元々1996年にロンドンレコードから発売予定であったが、発売前にファーイがロンドンレコードを離脱した事により未発売となっていた。その後2004年にファーイのプライベート・レーベルから改めて発売された。

## 収録曲
1. Go
2. I Can Drive
先行シングル（1996年）。
3. Do I Scare You?
4. Opportunity Knockers
5. Can U Wait That Long?
6. Oh Dear
7. Excuse Me John
8. The Older Sister
9. Singles Party
10. I Never Could Sing Anyway